# Campo de Mayo
Campo de Mayo es una localidad del partido de San Miguel, provincia de Buenos Aires, Argentina, identificada con la guarnición militar del Ejército Argentino, creada en 1901 por impulso del coronel Pablo Riccheri.
La guarnición militar se halla en el partido de San Miguel delimitada por la Ruta 9, la Ruta 8, la Ruta 202 y el Camino de Cintura (RP4).

## Historia
En el año 1889, se creó el Partido de General Sarmiento, y esos parajes formaron parte del Cuartel V (división en delegaciones de los Partidos de la provincia de Buenos Aires). Por aquel entonces los terrenos ya habían sido divididos, y había instaladas pequeñas estancias que, entre sus propietarios se encontraban los Morales Maldonado, los Navarro y los Villamayor.
En 1900, lo que se conoce como Campo de Mayo era parte del paisaje pampeano, con una inmensa llanura ondulada, con muy pocos árboles, animales sueltos y poco tránsito de personas o vehículos.
En la época de la colonia, los Valdivia habían sido propietarios de aquellos terrenos recostados sobre el río de las Conchas, luego río de la Reconquista.

### Comienzos
Surgió en la modernización del Ejército Nacional bajo la presidencia de Julio Argentino Roca. En ese contexto el ministro de Guerra, coronel Pablo Riccheri, elevó al Congreso el proyecto de adquirir un campo de maniobras en tierras del partido de General Sarmiento para la instrucción de tropas. Fue por ley 4005 del 6 de agosto de 1901, que se aprobó -no sin objeciones- la adquisición inicial de 2624 hectáreas, aunque con posteridad se adquirió una mayor superficie. La misma ley designó el nombre "Campo de Mayo".
Dadas las gestiones con los propietarios de los terrenos en General Sarmiento (Morales, Maldonado, Navarro y Villamayor), el ministro Riccheri enfatizó la imprescindible necesidad de contar con un amplio campo de maniobras que permitiera movilizar la mayor cantidad de tropas para la defensa de la Capital, expandiendo la capacidad de movilización del moderno Ejército. El campo, ubicado sobre el río Las Conchas y muy cerca de la Capital, resultaba ideal para la instrucción de tropas, la táctica y maniobras. La primera unidad en estacionarse fue el Regimiento 8 de Caballería el 17 de octubre de 1901.
El 24 de julio del mismo año los diputados trataron y aprobaron el proyecto, y tres días más tarde lo recibió la Cámara de Senadores. El 1.º de agosto se trató el proyecto con media sanción, siendo los oradores el ministro de Guerra, Pablo Riccheri, y los senadores Domingo Morón, Miguel Cané, Cátulo Aparicio y Carlos Pellegrini. La aprobación final se votó el 6 de agosto, y el 8 de agosto el presidente Roca y el ministro Riccheri suscribieron la ley 4005, que en el artículo 1.º dice: «Apruébese las negociaciones hechas por el PE para la adquisición de terrenos destinados al establecimiento de un campo de maniobras del Ejército, sobre el río de las Conchas, a inmediaciones de la Capital Federal el cual queda designado con el nombre de “Campo de Mayo”».
En 1910 se permitió la expropiación de 60 000 m² a Eugenio Mattaldi, en las inmediaciones de la estación Bella Vista, «a fin de construir un ramal que una esta estación con el polígono del batallón de Ferrocarrileros acantonado en el Campo de Mayo».
En 1920 fue aprobada la adquisición de 1400 hectáreas al norte y este, sumando un total de 4100 hectáreas.

### Primeros tiempos
La 1.ª autoridad de la guarnición fue el coronel Eduardo Conesa, pero el lugar aún no le daba el poder de fuego y disuasión que otorgó a otros jefes militares en décadas posteriores. Al poco tiempo se transformó en un centro de instrucción y de maniobras de importancia. Los primeros jefes fueron los coroneles Carlos O’Donell, Antonio Giménez, Luis Dellepiane, Alberto Cáceres, Camilo Gay, Eduardo Broquen.
La instalación de militares que, junto con sus familias, se asentaron en la zona motivó que en los años treinta se creara el barrio de suboficiales Sargento Cabral.
En su Historia de General Sarmiento el historiador Munzón señala que «la guarnición de Campo de Mayo es un acantonamiento destinado, en especial, a escuelas de armas y sus centros de instrucción respectivos, a la vez que campo de maniobras para las demás unidades del Ejército, por tener en sí los polígonos y campos de tiro de combate, para experiencias, llenando en esa forma el papel trascendental que le asignara con vasta visión su gestor, el ex ministro de guerra, coronel Pablo Riccheri».

### Golpes de Estado
En el golpe militar del 6 de septiembre de 1930 contra Hipólito Yrigoyen la guarnición tuvo una actitud indefinida, mientras el teniente general José Uriburu avanzó con una columna del Colegio Militar (con asiento en San Martín) hacia la Casa Rosada. Al rendirse el gobierno, la 2.ª División de Ejército y la guarnición fueron copadas por jefes golpistas. Asumió el comando el coronel Manuel A. Rodríguez. Los dos grupos opositores a Yrigoyen (la Legión de Mayo por un lado y dirigentes radicales antipersonalistas, conservadores y socialistas independientes por el otro) fracasaron en adherir la guarnición al golpe quedando detenidos en el Comando Divisionario.
En 1936 el Comando de la 2.ª División de Ejército fue trasladado a la ciudad de La Plata. Con la reestructuración del Ejército operada en ese mismo año, fue creada la 1.ª División de Caballería con asiento en Campo de Mayo, comando que subordinaba a todas las unidades e institutos de la guarnición, concentrando el mayor poder de fuego del Ejército.
Desde entonces se instauró lo que se denominó Década Infame, hasta que en 1943, cuando se estaba a las puertas de una nueva elección presidencial, hubo un nuevo golpe de Estado. El entonces presidente Ramón Castillo se mantenía neutral ante la Segunda Guerra Mundial, neutralidad que desde el lado aliado se veía como cierta tolerancia con el nazismo. Cuando trascendió que Castillo había mencionado como su sucesor al terrateniente salteño Robustiano Patrón Costas, simpatizante con el sector aliado, varias conspiraciones venían tejiéndose entre los oficiales de Campo de Mayo, algunos con tendencias pro-aliadas, otros neutralistas, que de esa manera ocultaban su filonazismo. La excusa para el golpe de Estado fue la petición de renuncia que había hecho Castillo al ministro de Guerra, general Pedro Ramírez, a quien algunos militares mencionaban como el candidato ideal para las próximas elecciones. Ramírez relató su situación a sus pares en Campo de Mayo, y todos los militares vieron un agravio al Ejército. Los miembros de la logia GOU y los antiguos seguidores del general Agustín Justo tenían sus razones para derrocar a Castillo. Al día siguiente Ramírez entregó su renuncia al presidente, mientras que desde Campo de Mayo salían las tropas que reemplazaron a Castillo por el general Arturo Rawson, quien días más tarde fue reemplazado por el propio Ramírez.
La interna militar motivó que al año siguiente asumiera la presidencia el general Edelmiro Farrell, y como vicepresidente fue designado un oficial perteneciente al GOU, el coronel Juan Domingo Perón, quien venía acumulando poder a través de la Secretaría de Trabajo y Previsión, con una política de seducción hacia los trabajadores y sindicalistas
El 9 de octubre de 1945, la guarnición de Campo de Mayo, después de deliberaciones, asambleas y presiones, exigió al presidente Edelmiro Farrel que alejara a Perón de la vicepresidencia y de todos los cargos que ejercía. Fue el inicio del fin del gobierno militar, que tuvo su pico el 17 de octubre de 1945, y culminó con la llegada de Perón al poder en las elecciones de 1946.
La década peronista culminó en septiembre de 1955, estando el eje del golpe de Estado en la ciudad de Córdoba y en bases de la Armada.
Campo de Mayo tomará un protagonismo trágico cuando, al año siguiente, militares y civiles peronistas intenten recuperar el poder de la mano del general Juan José Valle. En la noche del 9 de junio se produjo la fallida revolución, y uno de los puntos a ocupar era la guarnición de Campo de Mayo, teniendo a oficiales y suboficiales del acantonamiento como colaboradores. Pero la operación perdió el efecto sorpresa, siendo detenido el coronel Ibazeta y un grupo de colaboradores. El gobierno, encabezado por el general Pedro Eugenio Aramburu, decretó la Ley Marcial, fusilando a los que detuvieron y los que iban a detener, mayores y menores de edad, conspiradores o no. Hubo fusilados en la Escuela Industrial de Avellaneda, en la Escuela de Mecánica, en la Penitenciaría Nacional, en un basurero de José León Suárez. El periodista y escritor Rodolfo Walsh, en la revista CGT de los Argentinos, escribe: «En Campo de Mayo se constituye un tribunal militar que no encuentra motivos para aplicar la Ley Marcial a los allí detenidos. Pero la orden llega de la Presidencia de la Nación y el general Lorio la obedece, pese al fallo del Tribunal: son fusilados los coroneles Eduardo Cortínez y Ricardo Ibazeta, los capitanes Néstor Cano y Eloy Caro y los tenientes Néstor Videla y Jorge Noriega».
En el enfrentamiento interno entre "Azules y Colorados" de 1962 y 1963 la guarnición de Campo de Mayo puso de manifiesto su poder de fuego. En septiembre de 1962 el comandante del Cuerpo de Caballería, general de brigada Pascual Pistarini, se plegó al bando "azul" (nombre de juegos autoimpuesto por las tropas de Campo de Mayo) liderado por el general de brigada Juan Carlos Onganía. Después de unos breves combates en los que venció al bando "colorado", Onganía fue investido comandante en jefe del Ejército por el presidente José María Guido. La victoria fue con fuerzas de la 1.ª División Blindada y la guarnición comandadas por el general de brigada Carlos Augusto Caro. Otros protagonistas fueron los generales Roberto Marcelo Levingston y Alejandro Agustín Lanusse, futuros presidentes de facto.
En 1973, caída la dictadura cívico-militar, desgastada por los Mendozazo, Rosariazo, Cordobazo, Viborazo, Tucumanazo, la democracia empezó a rodar nuevamente, pero con dificultades por el caos social, la situación económica, la actuación de grupos revolucionarios y la vejez de un líder como Perón, cuya salud deteriorada era un impedimento seguro para gobernar.

## El Proceso
Bajo la dictadura instalada en marzo de 1976 fue espacio de centros de detención: "El Campito" y "Las Casitas", en las instalaciones del Destacamento de Inteligencia 201 -elemento dependiente del Comando de Institutos Militares- y la Prisión Militar de Encausados. La mayoría de los miles de detenidos permanecen desaparecidos y pocos regresaron con vida. Por testimonios de sobrevivientes su destino fue los "vuelos de la muerte".
En el Hospital Militar, fue espacio de una maternidad clandestina, donde los hijos recién nacidos de detenidos desaparecidos fueron sustraídos para entregarlos a familias afines a la dictadura.
El Comando de Institutos Militares conformó la Zona de Defensa 4, abarcando los partidos de General Sarmiento, Escobar, General San Martín, San Isidro, San Fernando, Tigre, Vicente López, Tres de Febrero. En 1981 fue modificada denominándose en lo sucesivo "Zona 6" para diferenciar de la "Zona 4", creada en 1981 a cargo del Comando del IV Cuerpo de Ejército con asiento de paz en Santa Rosa, provincia de La Pampa.

## Malvinas
En el Conflicto del Atlántico Sur los institutos militares decidieron intensificar la instrucción de los aspirantes. Fue dado por finalizado el curso de los aspirantes de último año de las escuelas "Sargento Cabral" y "General Lemos" (al igual que el Colegio Militar), aspirantes que fueron enviados a unidades movilizadas como cabos "en comisión". En esa misma dirección fue prestado apoyo a las grandes unidades de combate que marchaban a las Islas Malvinas.
El Hospital Militar Campo de Mayo fue puesto en máxima condiciones de apresto y fue designado centro de recepción de heridos y enfermos del Comando de Sanidad. Tras la finalización de las hostilidades, el 14 de junio de 1982 fue creado en instalaciones de la Escuela de Suboficiales "Sargento Cabral" el centro de recepción de prisioneros de guerra, para el personal proveniente del campo de batalla.

## Actividad posterior
El 6 de noviembre de 1994, Campo de Mayo fue escenario de una fecha de la categoría argentina de automovilismo Turismo Carretera. Para ello, se apeló al uso de la pista de la base aérea, repitiendo la experiencia lograda en la fecha anterior en la Base Aeronaval Punta Indio. Con una extensión de 3980 metros, la experiencia del TC en esta plaza tuvo como ganador a Juan María Traverso al comando de su Chevrolet Chevy.
Fue creado en 1995 el Centro Argentino de Entrenamiento Conjunto para Operaciones de Paz (CAEOCOPAZ) con asiento en Campo de Mayo, para entrenamiento operaciones de mantenimiento de la paz de Naciones Unidas.
La reserva ambiental de la defensa Campo de Mayo fue creada el 15 de noviembre de 2018 por el presidente Mauricio Macri mediante el decreto n.° 1056/2018.
En 2020, en asistencia militar a la emergencia nacional por la pandemia de COVID-19, la superioridad instaló un Hospital Militar Reubicable reforzando al Hospital Militar Campo de Mayo.

## Guarnición
La Guarnición de Ejército «Campo de Mayo» (Guar Ej Campo de Mayo) es una guarnición militar del Ejército Argentino en la provincia de Buenos Aires creada en 1901 por impulso del coronel Pablo Riccheri.
La guarnición militar con 5000 hectáreas es asiento de paz de unidades, subunidades e institutos militares, el Hospital Militar Campo de Mayo-Hospital General 602 y la Prisión Militar.
| Unidades de la Guar Ej Campo de Mayo                                                   | Abreviatura               |
| -------------------------------------------------------------------------------------- | ------------------------- |
| Comando de Adiestramiento y Alistamiento del Ejército                                  | CAAE                      |
| Comando de la Guarnición Militar Buenos Aires                                          | Cdo Guar Mil Buenos Aires |
| Regimiento de Asalto Aéreo 601                                                         | R Asal Ae 601             |
| Regimiento de Artillería 1                                                             | RA 1                      |
| Jefatura de la Agrupación de Fuerzas de Operaciones Especiales                         | Jef Agr FOE               |
| Compañía de Comandos 601                                                               | Ca Cdo(s) 601             |
| Compañía de Fuerzas Especiales 601                                                     | Ca FFEE 601               |
| Compañía de Apoyo de Fuerzas de Operaciones Especiales 601                             | Ca Apy FOE 601            |
| Jefatura de la Agrupación de Ingenieros 601                                            | Agr Ing 601               |
| Batallón de Ingenieros 601                                                             | B Ing 601                 |
| Compañía de Transporte de Ingenieros 601                                               | Ca Transp Ing 601         |
| Compañía de Ingenieros de Agua 601                                                     | Ca Ing Ag 601             |
| Compañía de Comunicaciones Satelital 601                                               | Ca Com Sat 601            |
| Comando de Aviación de Ejército                                                        | CAE                       |
| Jefatura de la Agrupación de Aviación de Ejército 601                                  | J Agr Av Ej 601           |
| Batallón de Helicópteros de Asalto 601                                                 | B Helic Asal 601          |
| Batallón de Aviación de Apoyo de Combate 601                                           | B Av Apy Comb 601         |
| Escuadrón de Aviación de Exploración y Ataque 602                                      | Esc Av Ej Expl Atq 602    |
| Escuadrón de Aviación de Apoyo 604                                                     | Esc Av Apy 604            |
| Agrupación Inteligencia «Campo de Mayo»                                                | Agr Icia Campo de Mayo    |
| Central de Inteligencia Geoespacial                                                    | CIG                       |
| Central de Inteligencia Militar                                                        | CIM                       |
| Destacamento de Inteligencia de Combate 601                                            | Dest Icia Comb 601        |
| Batallón de Apoyo de Inteligencia                                                      | B Apy Icia                |
| Batallón de Abastecimiento y Mantenimiento de Aeronaves 601                            | B Abas Mant 601           |
| Laboratorio y Depósito de Remonta y Veterinaria 601                                    | Lab Dep Rem Vet 601       |
| Centro Ecuestre Militar Campo de Mayo                                                  | CEMCM                     |
| Hospital Militar Campo de Mayo «Cirujano Primero Dr. Juan Madera»-Hospital General 602 | H Grl 602-HMCM            |
| Compañía Policía Militar 601                                                           | Ca PM 601                 |
| Dirección General de Educación «Teniente General Pablo Riccheri»                       | DGE                       |
| Dirección de Educación Operacional                                                     | DEOP                      |
| Escuela de Suboficiales del Ejército «Sargento Cabral»                                 | ESESC                     |
| Escuela de Infantería «Teniente General Pedro Eugenio Aramburu»                        | Ec I                      |
| Escuela de Caballería «General de División Isaac de Oliveira Cezar»                    | Ec C                      |
| Escuela de Artillería «Teniente General Eduardo Lonardi»                               | Ec A                      |
| Escuela de Ingenieros «Teniente General Juan José Valle»                               | Ec Ing                    |
| Escuela de Comunicaciones «Teniente General Julio Alberto Lagos»                       | Ec Com                    |
| Escuela Militar de Tropas Montadas                                                     | Ec Mil Tpa(s) Mont(s)     |
| Escuela de Aviación del Ejército «Coronel Arenales Uriburu»                            | Ec Av Ej                  |
| Centro de Entrenamiento de Desminado Humanitario                                       | CEDH                      |
| Sección de Educación de Inteligencia de Combate                                        | SEIC                      |
| Escuela de Especialidades «General Lemos»                                              | EEGL                      |
| Centro de Educación Operacional «Campo de Mayo»                                        | CEO Campo de Mayo         |
| Destacamento Militar «Los Talas»                                                       | Dest Mil Los Talas        |

| Elemento                                  |
| ----------------------------------------- |
| Gendarmería Nacional Argentina - Región 1 |
| Escuadrón Comando y Servicio              |
| Escuadrón Seguridad «Campo de Mayo»       |
| Destacamento Móvil 1                      |

## Geografía

### Sismicidad
La región responde a la «subfalla del río Paraná», y a la «subfalla del río de la Plata», con sismicidad baja; y su última expresión se produjo el 5 de junio de 1888 (136 años) de silencio sísmico), a las 3.20 UTC-3, con una magnitud probable, de 5,0 en la escala de Richter (terremoto del Río de la Plata de 1888).
La Defensa Civil municipal debe advertir sobre escuchar y obedecer acerca de:
- Tormentas severas periódicas
- Baja sismicidad, con silencio sísmico de 136 años